# Mistrovství Evropy ve vodním pólu 2020
Mistrovství Evropy ve vodním pólu za rok 2020 proběhlo v Budapešti, Maďarsko ve dnech 12. až 26. ledna 2020.

## Česká stopa
Mužská a ženská reprezentace se na letošní mistrovství Evropy nekvalifikovala. 

## Medailisté
| Muži | Zlato | Stříbro | Bronz |
| ---- | --- | --- | --- |
| Tým  | Maďarsko (HUN) (Viktor Nagy, Dániel Angyal, Krisztián Manhercz, Gergő Zalánki, Márton Vámos, Norbert Hosnyánszky, Zoltán Pohl, Szilárd Jansik, Balázs Erdélyi, Dénes Varga, Tamás Mezei, Balázs Hárai, Soma Vogel, ??? (n), ??? (n))                    | Španělsko (ESP) (Daniel López, Alberto Munárriz, Álvaro Granados, Bernat Sanahuja, Miguel de Toro, Marc Larumbe, Adrià Baches, Fran Fernández, Roger Tahull, Felipe Perrone, Blai Mallarach, Alejandro Bustos, Eduardo Lorrio, ??? (n), ??? (n))                                                          | Černá Hora (MNE) (Dejan Lazović, Draško Brguljan, Đuro Radović, Marko Petković, Uroš Čučković, Dimitrije Obradović, Stefan Vidović, Bogdan Đurđić, Aleksandar Ivović, Vladan Spaić, Dragan Drašković, Stefan Pješivac, Petar Tešanović, ??? (n), ??? (n))                         |
| Ženy | Zlato | Stříbro | Bronz |
| Tým  | Španělsko (ESP) (Laura Esterová, Marta Bachová, Anna Esparová, Bea Ortizová, Roser Tarragóová, Irene Gonzálezová, Clara Esparová, Pili Peñaová, Judith Forcaová, Paula Crespíová, Maica Garcíaová, Paula Leitónová, Elena Sánchezová, ??? (n), ??? (n)) | Rusko (RUS) (Anna Usťuchinová, Marija Bersněvová, Jekatěrina Prokofjevová, Elvina Karimovová, Marija Borisovová, Olga Gorbunovová, Aljona Seržantovová, Anastasija Simanovičová, Anna Timofejevová, Jevgenija Sobolevová, Jevgenija Ivanovová, Anastasiya Fedotovová, Anna Karnaukhová, ??? (n), ??? (n)) | Maďarsko (HUN) (Edina Ganglová, Dorottya Szilágyiová, Zsuzsanna Mátéová, Gréta Gurisattiová, Vanda Vályiová, Rebecca Parkesová, Anna Illésová, Rita Keszthelyiová, Dóra Leimeterová, Anikó Gyöngyössyová, Nataša Rybanská, Krisztina Gardaová, Orsolya Kasóová, ??? (n), ??? (n)) |

pozn. Dva hráči ze sestav byli nehrajícími náhradníky tj. náhradníci na tribuně, nebo necestujující náhradníci připraveni na telefonu dorazit v případě zranění.